# Larbi Ould Khelifa
 (octobre 2020).
 (octobre 2020).
Si vous disposez d'ouvrages ou d'articles de référence ou si vous connaissez des sites web de qualité traitant du thème abordé ici, merci de compléter l'article en donnant les références utiles à sa vérifiabilité et en les liant à la section « Notes et références ».
Larbi Ould Khelifa (en arabe : العربي ولد خليفة) né le 24 décembre 1938 à Souk El Arba en Tunisie, est historien et un homme politique algérien.

## Biographie
Il est né le 24 décembre 1938 dans la ville de Souk El Arba (actuellement Jendouba) dans le nord-ouest de la Tunisie et  est originaire du village d'Azrou Kallal, dans la commune d'Ain el Hammam, située dans wilaya de Tizi Ouzou, à l'est de la capitale algérienne.

### Parcours universitaire
- Il poursuit ses études primaires et secondaires en Tunisie (Université Zitouna), puis le FLN l'envoie poursuivre ses études au Caire.
- Il est titulaire d'une Licence en philosophie et science sociales (Égypte) en 1963, avec une très bonne note.
- Doctorat en psychologie sociale.
- Diplôme en méthodes de recherche sociale de l'Université de Londres, Royaume-Uni 1974.
- Membre de l'Union des écrivains algériens depuis 1965.
- Professeur assistant en 1969, puis professeur de méthodes de recherche à l'Université d'Alger en 1975.
- Chef du département de psychologie et des sciences de l'éducation et du laboratoire de psychologie durant l'année 1971-1972.
- Directeur des études supérieures à l'Institut des sciences sociales de 1974 à 1977.
- Titulaire d'un certificat d'honneur pour ses efforts dans le domaine culturel et scientifique du Président de la République Algérienne en 1984.
- Secrétaire général de l'Académie algérienne de la langue arabe 1998.
- Président du Conseil suprême de la langue arabe en Algérie, 2001-2012.
- Membre élu de l'Académie de langue arabe de Damas (2003).
- Le ministère des Moudjahidine lui a rendu hommage pour ses livres sur la révolution algérienne en 2005.
- Il a participé à de nombreux forums et conférences arabes, africains, européens et américains.
- Il a été invité à donner des conférences en Chine, en Espagne, aux États-Unis, en France, en Iran et dans plusieurs pays arabes : Maroc, Mauritanie, Égypte, Koweït, Irak, Jordanie, Syrie, Tunisie et Libye.
- De nombreux autres honneurs, le plus récemment de l'Université d'Oran en 2011.

### Carrière
Larbi Ould Khelifa est connu pour être l'un des pionniers de la langue arabe et ne connaît pas la pratique de la politique. Il a longtemps occupé le Conseil suprême de la langue arabe en Algérie et ce sont les moments les plus importants de sa vie :
- Il a rejoint l'organisation clandestine du Front de libération nationale et de l'armée à un âge précoce.
- Membre du Comité central du Parti du Front de libération nationale entre 1979 et 1984.
- Membre du secrétariat permanent du Front de libération nationale entre 1979 et 1980.
- Conseiller aux affaires culturelles et sociales au Front de libération nationale de 1965 à 1979.
- Secrétaire d'État à la culture et aux arts populaires du 15 juillet 1980 au 12 janvier 1982.
- Secrétaire d'État à l'enseignement secondaire et technique du 12 janvier 1982 au 22 janvier 1984.
- Ambassadeur d'Algérie au Yémen de 1985 à 1988.
- Ambassadeur d'Algérie en Iran de 1988 à 1991.
- Premier vice-président du Comité national des élections présidentielles, puis son président par intérim (décembre 1998-avril 1999).